# Anqing
Anqing, tidigare känd som Anking eller Nganking, är en stad på prefekturnivå i provinsen Anhui i Folkrepubliken Kina. Den ligger omkring 150 kilometer sydväst om provinshuvudstaden Hefei.

## Näringsliv
Anqing har en stor flodhamn vid Yangtzefloden och är ett handelscenter. Staden har också oljeraffinaderi och petrokemisk industri.

## Historia
Staden grundades före år 100 f.Kr. under Handynastin. På 1100-talet blev den huvudstad för en militärprefektur och fick sitt nuvarande namn.
Under Taipingupproret mot Qingdynastin blev Anqing en av upprorets viktigaste stödjepunkter efter det att upprorsledaren Hong Xiuquan intog staden i februari 1853. 1861 återerövrades staden av Qingdynastins arméer. Mot slutet av 1800-talet var Anqing ett centrum for kinesisk rustningsindustri.
Fram till 1949 var Anqing provinshuvudstad i Anhui.

## Administrativ indelning
Den egentliga staden Anqing indelas i tre stadsdistrikt, dessutom finns två städer på häradsnivå. Den omgivande landsbygden indelas i fem härad. Häradet Zongyang (枞阳县) som tidigare tillhörde Anqing överfördes 2016 till staden Tongling. 
- Stadsdistriktet Daguan (大观区)
- Stadsdistriktet Yingjiang (迎江区)
- Stadsdistriktet Yixiu (宜秀区)
- Staden Qianshan (潜山市)
- Staden Tongcheng (桐城市)
- Häradet Huaining (怀宁县)
- Häradet Susong (宿松县)
- Häradet Taihu (太湖县)
- Häradet Wangjiang (望江县)
- Häradet Yuexi (岳西县)

| Karta                                                                           |
| ------------------------------------------------------------------------------- |
| Yingjiang Daguan Yixiu Huaining Taihu Susong Wangjiang Yuexi Tongcheng Qianshan |

## Klimat
Genomsnittlig årsnederbörd är 1 890 millimeter. Den regnigaste månaden är juli, med i genomsnitt 316 mm nederbörd, och den torraste är januari, med 53 mm nederbörd.